# 新杉田車站
新杉田車站（日语：／ Shin-sugita eki */?）是一個位於神奈川縣橫濱市磯子區新杉田町，屬於東日本旅客鐵道（JR東日本）、橫濱海岸線的鐵路車站。

## 停靠路線
此站有JR東日本的根岸線與橫濱海岸線的金澤海岸線停靠，是兩線轉乘站。此站也是金澤海岸線唯一位於金澤區以外的車站。
依據JR東日本特定都區市內制度，本站屬於「橫濱市內」。另外，金澤海岸線車站編號為「1」。
附近有京濱急行電鐵（京急本線）的杉田站。

## 历史
- 1970年（昭和45年）3月17日：日本國鐵根岸線磯子－洋光台開通，本站開業。
- 1987年（昭和62年）4月1日：國鐵分割民營化，由JR東日本接手經營。
- 1989年（平成元年）
  - 7月5日：橫濱新都市交通金澤海岸線通車，路線由新杉田一路延伸至終點站金澤八景車站為止。
  - 車站大樓「アルカード新杉田」開業。

- 1998年（平成10年）：導入發車音樂。車站大樓翻修。
- 2000年（平成12年）：JR月台設置電梯。月台磯子方向增設頂棚。
- 2001年（平成13年）11月18日：JR東日本啟用IC卡「Suica」。
- 2006年（平成18年）12月12日：JR站區開始進行電動手扶梯裝設工程。
- 2007年（平成19年）
  - 6月12日：JR電扶梯月台啟用。
  - 7月：第二次車站大樓翻修。
- 2013年（平成25年）10月1日：橫濱新都市交通更名為「橫濱海岸線」。
- 2019年（令和元年）6月1日：晚上8時15分（UTC+9），一列在本站金澤海岸線發車的電車突然往反方向移動，撞上止衝擋，造成20多人輕重傷[1]。

## 車站構造
根岸線高架線在本站大略呈西北東南走向，之後轉向南方。JR車站東北側是橫濱海岸線車站，橫濱海岸線高架從本站往東南方向延伸。

### JR東日本
對向式月台2面2線的高架車站。月台位於軌道斜坡上。
站房在高架下方，有階梯通往兩月台。2007年（平成19年）6月12日增設電扶梯。
本站屬業務委託站（委託JR東日本車站服務），設有綠色窗口、自動驗票閘門、自動售票機。付費區外有商店「NewDays」新杉田1號店。過去付費區內曾有商店，並有立食蕎麥麵店在剪票口旁。
廁所設於閘內，併設多功能廁所。
付費區外、根岸線高架下是車站大樓「Beans新杉田」，從此往東北方向是東口，往西南方向是西口。
月台從東口側起為1號線。

#### 月台配置

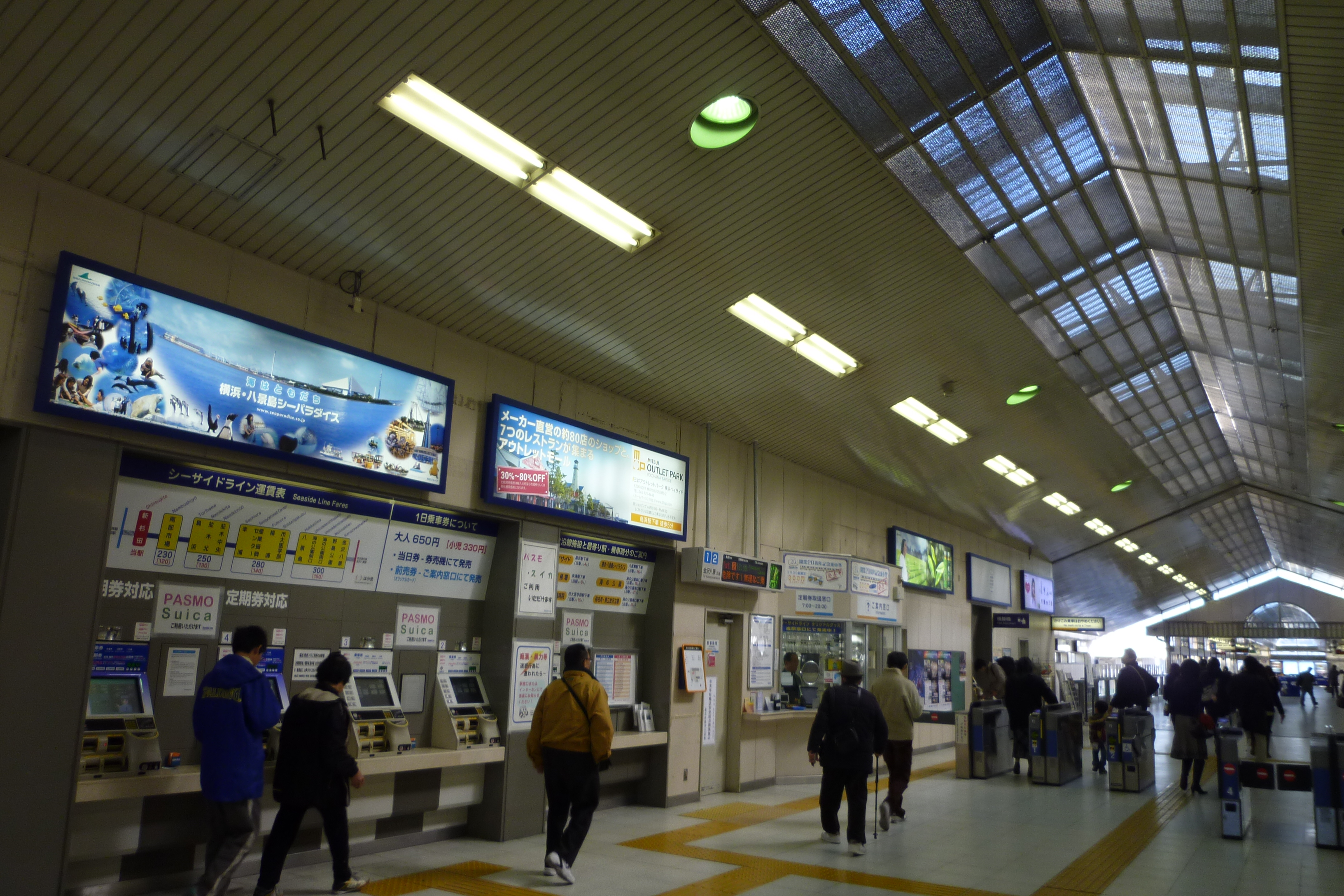
大堂（2009年）
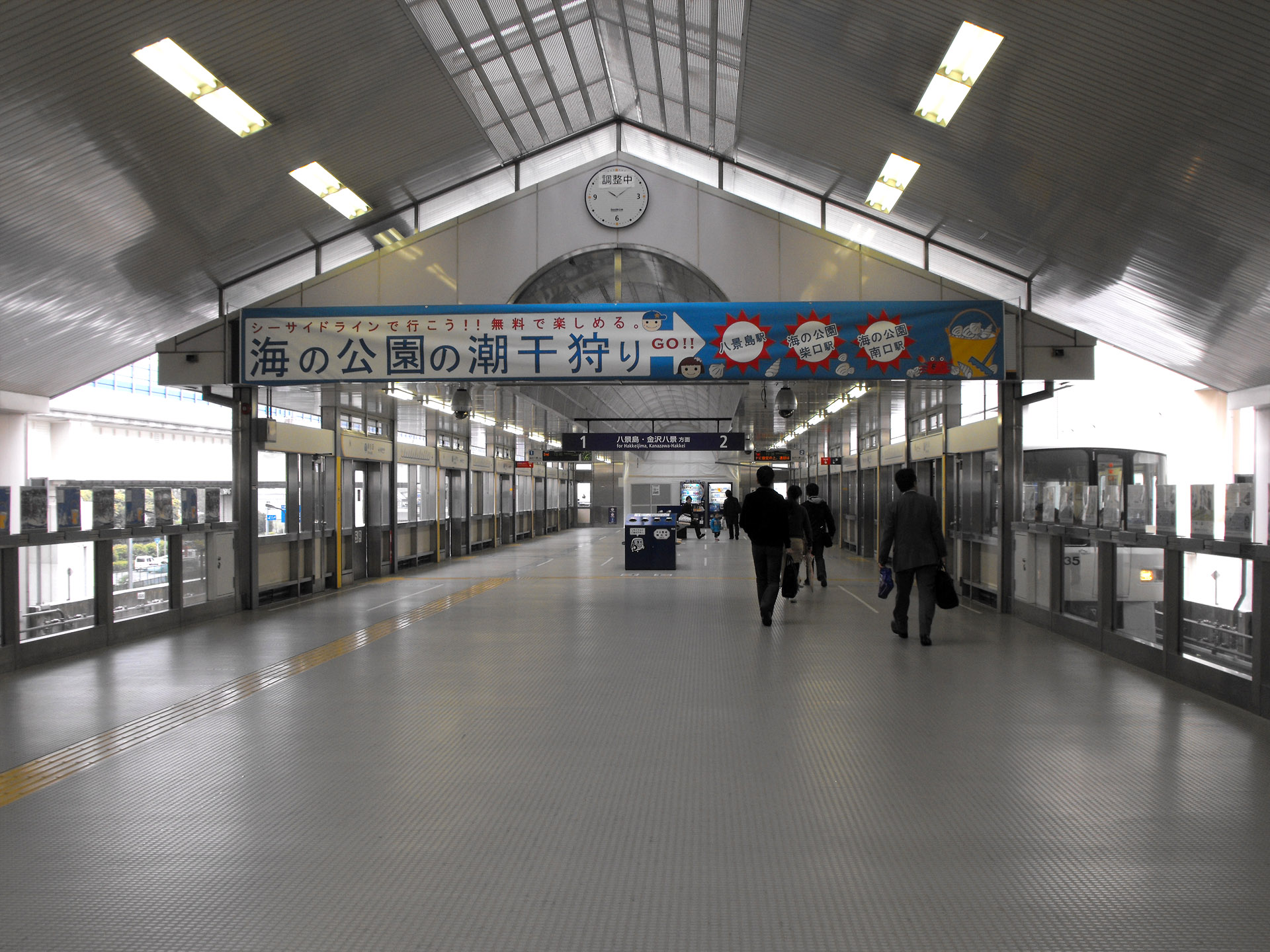
月台（2010年4月）

| 月台 | 路線   | 方向 | 目的地                     | 備註            |
| ---- | ------ | ---- | -------------------------- | --------------- |
| 1    | 根岸線 | 下行 | 洋光台、大船方向           |                 |
| 2    | 根岸線 | 上行 | 磯子、橫濱、東京、大宮方向 | 直通 京濱東北線 |
| 2    | 橫濱線 | -    | 新橫濱、町田、八王子方向   | 只限早晩運行    |

（來源：JR東日本:車站構內圖 （页面存档备份，存于））
月台往大船方向為彎道，視線不佳，因此2號線列車進站時會撥放進站廣播，同時進站警告機亦會撥放與平交道一樣的警報音。

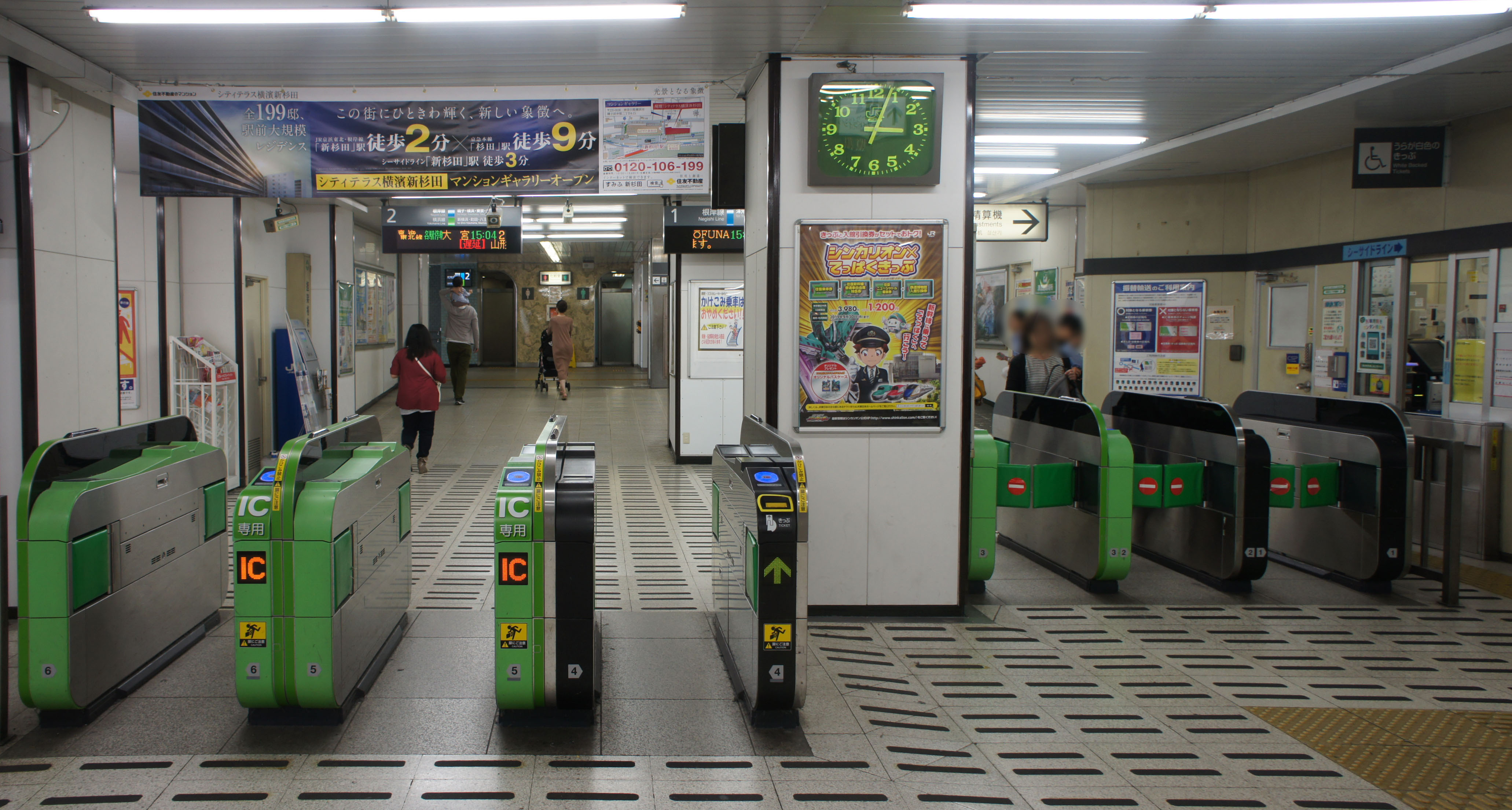
閘口（2019年6月）
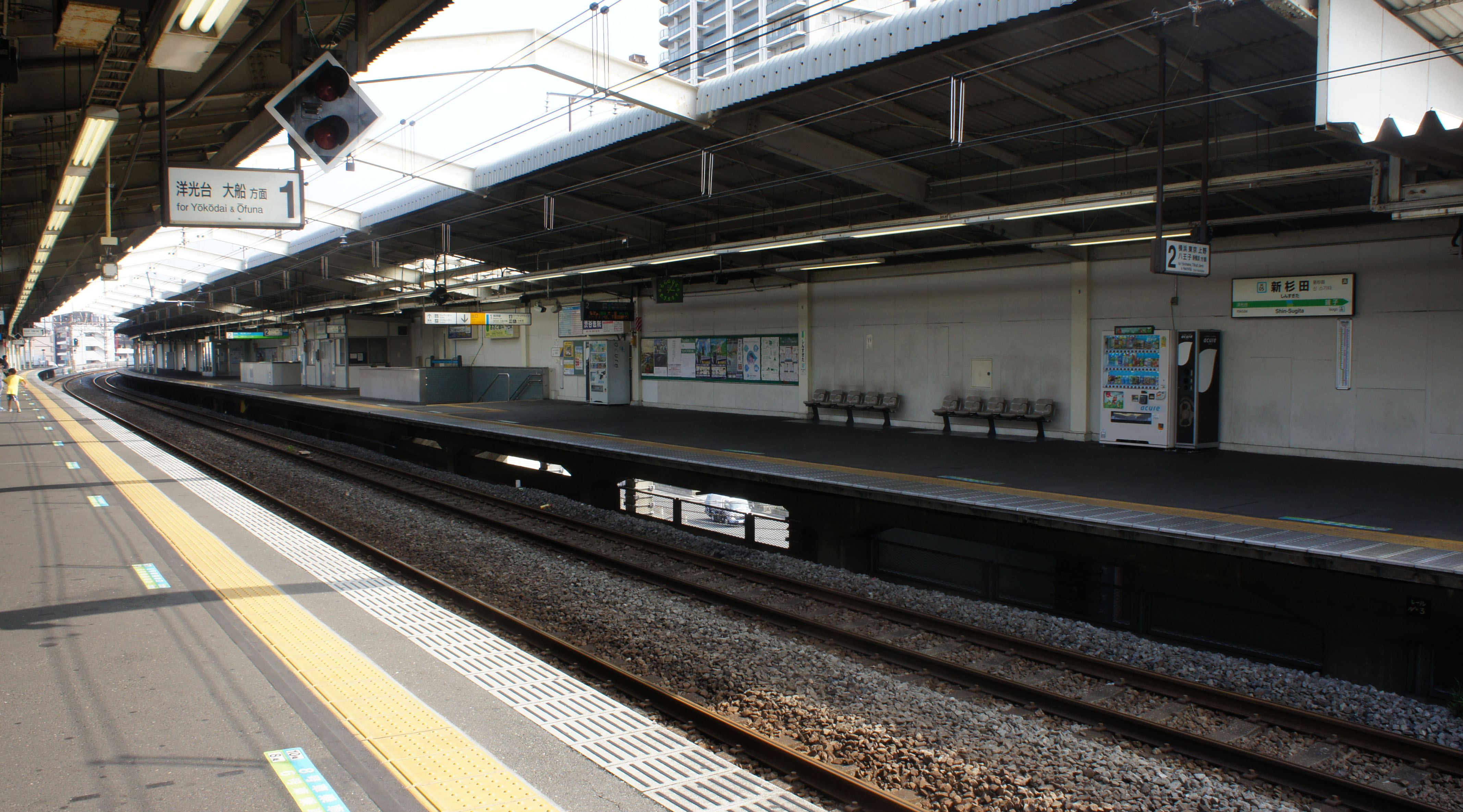
月台（2019年6月）

### 橫濱海岸線
港灣式月台1面2線的高架車站，設有月台閘門。車站編號是1。月台北側起是1號月台、2號月台，兩方向的月台都處理金澤八景方向開出的列車的下車客，之後折返金澤八景方向開出。
月台西側為站房。站房內有自動驗票閘門、自動售票機與售票櫃台，付費區外有郵貯銀行ATM與京急Station Commerce營運的商店。
廁所位於付費區內。

#### 月台配置
| 月台 | 路線   | 目的地               |
| ---- | ------ | -------------------- |
| 1、2 | 海岸線 | 八景島、金澤八景方向 |

- 大堂（2009年）
- 月台（2010年4月）

## 使用情況
- JR東日本 - 2019年度1日平均上車人次為36,810人[利用客数 1]。
- 橫濱新都市交通 - 2017年度1日平均上下車人次為34,043人[乗降データ 1]。
該公司當中排行第1位。

### 各年度1日平均上下車人次
近年1日平均上下車人次推移如下表。
| 年度               | 橫濱海岸線         | 橫濱海岸線 |
| 年度               | 1日平均 上下車人次 | 增長率     |
| ------------------ | ------------------ | ---------- |
| 2006年（平成18年） | 31,310             |            |
| 2009年（平成21年） | 32,536             |            |
| 2010年（平成22年） | 32,430             | −0.3%      |
| 2011年（平成23年） | 31,695             | −2.3%      |
| 2012年（平成24年） | 32,398             | 2.2%       |
| 2013年（平成25年） | 33,337             | 2.9%       |
| 2014年（平成26年） | 32,919             | −1.3%      |
| 2015年（平成27年） | 33,446             | 1.6%       |
| 2016年（平成28年） | 33,559             | 0.3%       |
| 2017年（平成29年） | 34,043             | 1.4%       |

### 各年度1日平均上車人次（1991年 - 2000年）
近年1日平均上車人次推移如下表。
| 年度               | JR東日本 | 橫濱新都市交通 | 來源               |
| ------------------ | -------- | -------------- | ------------------ |
| 1991年（平成03年） | 31,116   |                |                    |
| 1992年（平成04年） | 31,913   | 13,753         |                    |
| 1993年（平成05年） | 34,677   | 15,304         |                    |
| 1994年（平成06年） | 34,830   | 15,266         |                    |
| 1995年（平成07年） | 34,405   | 15,267         | [ 乗降データ 2 ]   |
| 1996年（平成08年） | 34,741   | 15,672         |                    |
| 1997年（平成09年） | 34,743   | 15,340         |                    |
| 1998年（平成10年） | 36,360   | 16,920         | [ 神奈川県統計 1 ] |
| 1999年（平成11年） | 35,368   | 16,163         | [ 神奈川県統計 2 ] |
| 2000年（平成12年） | 34,121   | 15,413         | [ 神奈川県統計 2 ] |

### 各年度1日平均上車人次（2001年以後）
| 年度               | JR東日本 | 橫濱新都市交通 | 來源                |
| ------------------ | -------- | -------------- | ------------------- |
| 2001年（平成13年） | 33,947   | 15,236         | [ 神奈川県統計 3 ]  |
| 2002年（平成14年） | 33,720   | 15,072         | [ 神奈川県統計 4 ]  |
| 2003年（平成15年） | 33,451   | 15,071         | [ 神奈川県統計 5 ]  |
| 2004年（平成16年） | 33,804   | 15,350         | [ 神奈川県統計 6 ]  |
| 2005年（平成17年） | 34,447   | 15,491         | [ 神奈川県統計 7 ]  |
| 2006年（平成18年） | 35,260   | 15,655         | [ 神奈川県統計 8 ]  |
| 2007年（平成19年） | 36,725   | 16,163         | [ 神奈川県統計 9 ]  |
| 2008年（平成20年） | 37,422   | 16,361         | [ 神奈川県統計 10 ] |
| 2009年（平成21年） | 37,415   | 16,276         | [ 神奈川県統計 11 ] |
| 2010年（平成22年） | 36,686   | 16,194         | [ 神奈川県統計 12 ] |
| 2011年（平成23年） | 36,314   | 15,850         | [ 神奈川県統計 13 ] |
| 2012年（平成24年） | 37,105   | 16,207         | [ 神奈川県統計 14 ] |
| 2013年（平成25年） | 37,569   | 16,664         | [ 神奈川県統計 15 ] |
| 2014年（平成26年） | 37,719   | 16,450         | [ 神奈川県統計 16 ] |
| 2015年（平成27年） | 38,498   | 16,730         | [ 神奈川県統計 17 ] |
| 2016年（平成28年） | 38,474   | 16,774         | [ 神奈川県統計 18 ] |
| 2017年（平成29年） | 38,320   | 17,028         |                     |
| 2018年（平成30年） | 37,782   |                |                     |
| 2019年（令和元年） | 36,810   |                |                     |

## 車站周邊
根岸線東側是填海造陸所形成的工業區，包含了IHI橫濱工場、東芝橫濱事業所、KATO HICOM本社、日本飛行機本社等。根岸站附近起與根岸線並行的首都高速灣岸線、國道357號也從本站與根岸線分離，繼續沿著金澤海岸線南下。
車站西南側的國道16號旁是古老的街區。2004年（平成16年）9月29日西口產業道路對向的公寓附設大型商業設施「La Vista新杉田」完工，並藉由新杉田步道橋直通車站西口。
京濱急行電鐵（京急本線）杉田站位於車站西方約400公尺處。2008年3月15日起開放JR新杉田站、京急杉田站的定期券連絡運輸。
周邊的其他主要設施還有新杉田地域Care Plaza、地球類比器中心等。
- La Vista新杉田（日语：らびすた新杉田）
  - 橫濱市磯子區民文化中心 杉田劇場（日语：横浜市磯子区民文化センター 杉田劇場）
- 橫濱市行政服務櫃台新杉田
- 新杉田公園
- 磯子運動中心
- 橫濱市南部地域療育中心
- 磯子·金澤海岸住宅公園

## 巴士路線
新杉田站前（巴士總站）
- 橫濱市營巴士
  - 〔215〕大谷團地循環新杉田站前
  - 〔294〕渚（なぎさ）團地循環新杉站駅前、富岡巴士總站
- 橫濱交通開發（日语：横浜交通開発）
  - 〔61〕入國管理局前
  - 〔117〕急行藤森工業前循環

新杉田站前（產業道路旁）
- 橫濱交通開發
  - 〔61〕磯子站前

聖天橋（國道16號）※步行約5分
- 橫濱京急巴士（日语：横浜京急バス）
  - 北向乘車處
    - 〔4〕磯子站前
    - 〔110〕橫濱站（經磯子站、櫻木町站前）
    - 〔磯6〕上大岡站（經磯子站）※1日2 - 4班

  - 南向乘車處
    - 〔4〕追濱站、追濱車庫前（經金澤文庫）
    - 〔110〕杉田、杉田平和町
    - 〔磯6〕杉田

## 相鄰車站
東日本旅客鐵道
 根岸線
■快速、■■各站停車
磯子（JK 06）－新杉田（JK 05）－洋光台（JK 04）
 橫濱海岸線
 金澤海岸線
新杉田（1）－南部市場（2）

### 使用情況
JR、私鐵1日平均使用人數
1. ↑  各駅の乗車人員 （页面存档备份，存于） - JR東日本

JR東日本2000年度以後上車人次
1. ↑  各駅の乗車人員（2000年度） （页面存档备份，存于） - JR東日本
2. ↑  各駅の乗車人員（2001年度） （页面存档备份，存于） - JR東日本
3. ↑  各駅の乗車人員（2002年度） （页面存档备份，存于） - JR東日本
4. ↑  各駅の乗車人員（2003年度） （页面存档备份，存于） - JR東日本
5. ↑  各駅の乗車人員（2004年度） （页面存档备份，存于） - JR東日本
6. ↑  各駅の乗車人員（2005年度） （页面存档备份，存于） - JR東日本
7. ↑  各駅の乗車人員（2006年度） （页面存档备份，存于） - JR東日本
8. ↑  各駅の乗車人員（2007年度） （页面存档备份，存于） - JR東日本
9. ↑  各駅の乗車人員（2008年度） （页面存档备份，存于） - JR東日本
10. ↑  各駅の乗車人員（2009年度） （页面存档备份，存于） - JR東日本
11. ↑  各駅の乗車人員（2010年度） （页面存档备份，存于） - JR東日本
12. ↑  各駅の乗車人員（2011年度） （页面存档备份，存于） - JR東日本
13. ↑  各駅の乗車人員（2012年度） （页面存档备份，存于） - JR東日本
14. ↑  各駅の乗車人員（2013年度） （页面存档备份，存于） - JR東日本
15. ↑  各駅の乗車人員（2014年度） （页面存档备份，存于） - JR東日本
16. ↑  各駅の乗車人員（2015年度） （页面存档备份，存于） - JR東日本
17. ↑  各駅の乗車人員（2016年度） （页面存档备份，存于） - JR東日本
18. ↑  各駅の乗車人員（2017年度） （页面存档备份，存于） - JR東日本
19. ↑  各駅の乗車人員（2018年度） （页面存档备份，存于） - JR東日本
20. ↑  各駅の乗車人員（2019年度） （页面存档备份，存于） - JR東日本

JR、私鐵統計資料
1. 1 2 3 4  横浜市統計ポータル （页面存档备份，存于） - 横浜市
2. ↑   (PDF).   [2017-11-17]. （原始内容 (PDF)存档于2017-08-01）.

神奈川縣縣勢要覽
1. ↑  平成12年
2. 1 2  平成13年PDF
3. ↑  平成14年PDF
4. ↑  平成15年PDF
5. ↑  平成16年PDF
6. ↑  平成17年PDF
7. ↑  平成18年PDF
8. ↑  平成19年PDF
9. ↑  平成20年PDF
10. ↑  平成21年PDF
11. ↑  平成22年PDF
12. ↑  平成23年PDF
13. ↑  平成24年PDF
14. ↑  平成25年PDF
15. ↑  平成26年PDF
16. ↑  平成27年PDF
17. ↑  平成28年PDF
18. ↑  平成29年PDF

## 外部連結
- 車站資訊（新杉田）：東日本旅客鐵道
- 新杉田站的導覽／時刻表 | 海岸線 （页面存档备份，存于）

35°23′11″N 139°37′11″E / 35.38639°N 139.61972°E